# Chiave (serratura)
La chiave è un oggetto in grado di bloccare o sbloccare la relativa serratura. Esistono diversi tipi di chiavi, quindi di serrature, con differenti livelli di sicurezza a seconda della protezione di cui si necessita.

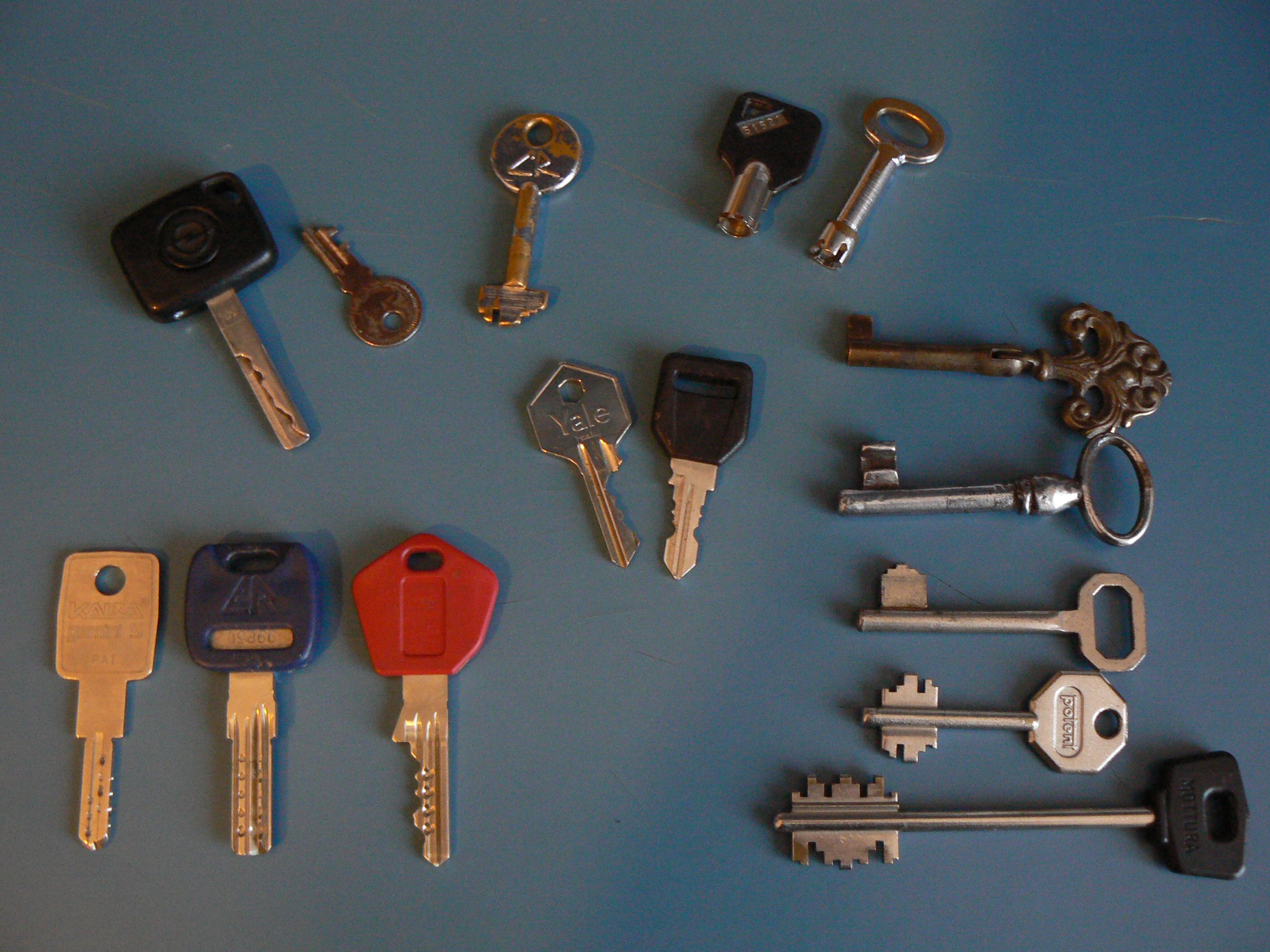
Vari tipi di chiavi.

## Storia
La nascita delle chiavi, sebbene molto semplici, si può far risalire alla preistoria, quando l'uomo abitava ancora nelle caverne. I nostri antenati utilizzavano delle primitive porte, costituite da rami, e sbarrate dall'interno. Un rametto di legno veniva inserito in una fessura nei pressi di questa barra, sollevandola. Per avere delle vere serrature bisognerà aspettare fino al tempo degli antichi egizi, i quali, circa 4000 anni fa, costruirono una serratura con un principio di funzionamento molto semplice: una chiave, inserita nella fessura della serratura, sollevava dei pioli di legno, i quali, allineandosi, rendevano possibile lo scorrimento del chiavistello.
Questo principio di funzionamento fu ripreso dagli antichi romani, e successivamente, nell'Ottocento, da Linus Yale Senior. Fu però il figlio, Linus Yale Junior, a perfezionarla e brevettarla nel 1861 e nel 1865. 
Oggi è conosciuta come serratura a cilindro, o a pistoncini, ed è indubbiamente il tipo di serratura più diffuso al mondo, per la semplicità nella produzione, la varietà dei livelli di sicurezza ottenibili e la comodità della chiave piccola.
Per secoli, infatti, furono usate chiavi di notevole ingombro, anche se di eccellente livello artistico. Questo è un fattore che dall'Ottocento a questa parte, grazie anche alla nascita e sviluppo dell'industria, non viene più considerato nella costruzione di chiavi e serrature, si considerano esclusivamente la praticità e la sicurezza.

## Funzionamento
La chiave corretta, durante l'inserimento e/o la rotazione, supera i riscontri (ostacoli) presenti nella serratura, solleva la molla/le molle di bloccaggio del chiavistello e, ruotando, fa presa nelle dentature del chiavistello spostandolo avanti o indietro.
Lo spostamento del chiavistello può avvenire direttamente o indirettamente, ovvero: nelle serrature a cilindro (qualunque sia il tipo di cilindro) non è la chiave a spostarlo, bensì una camma o una leva azionata dalla chiave stessa (vedi immagini).
Negli altri tipi di serrature invece, è direttamente la chiave a spostarlo.

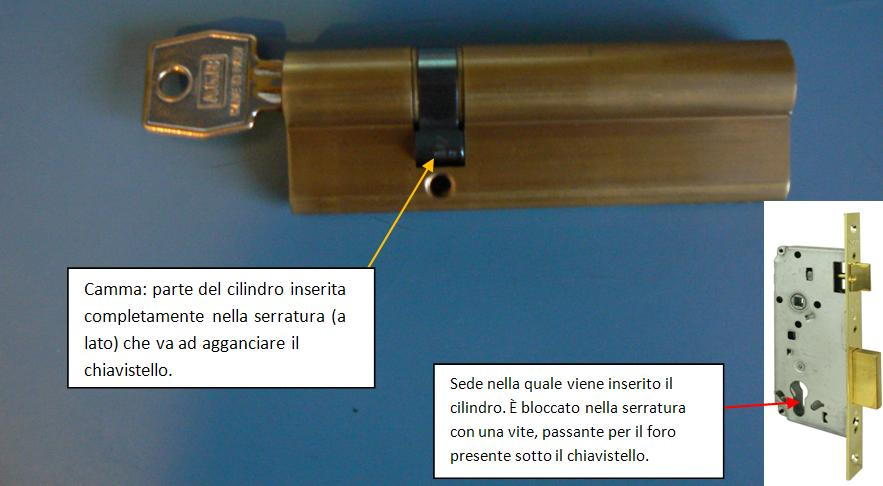
Foto di un cilindro sagomato, la cui forma prende il nome di profilo europeo.

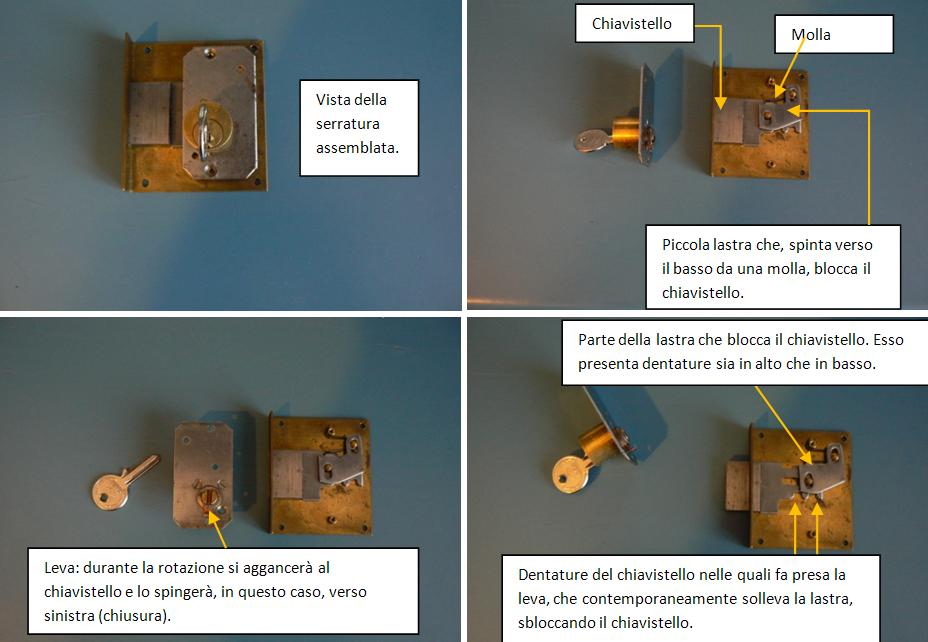
Foto di una serratura a cilindro da mobile/cassetto.

## Tipologie

### Chiavi a mappa
Le prime serrature furono quelle egizie, ma l'attenzione verrà ora spostata sulle chiavi dalla forma classica, ovvero quelle risalenti dal Medioevo fino a fine XIX secolo. Le più moderne sono di due tipologie:
- A singola mappa (dette anche a lastre o a leve)
- A doppia mappa

Le chiavi a mappa singola (in lingua inglese Skeleton Key) sono, per forma, dirette discendenti delle antiche chiavi medievali. Sono costituite da tre parti: impugnatura (o testa), gambo (o stelo) e pettine. Il pettine viene comunemente chiamato mappa. Nelle chiavi antiche c'è differenza tra i due termini, in quanto la mappa è il disegno formato dagli intagli sul pettine; in quelle moderne si possono considerare sinonimi.

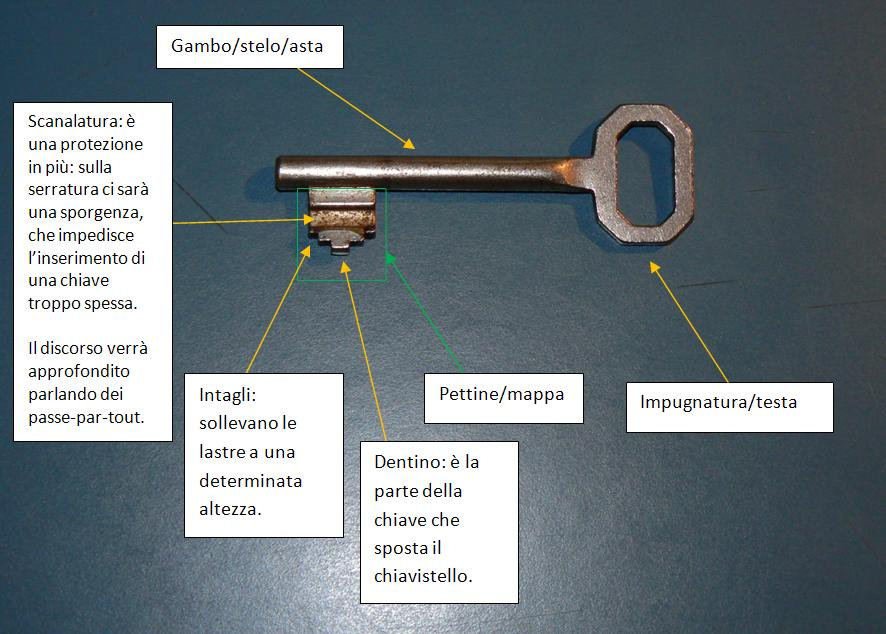
Foto di una chiave a singola mappa, per serratura a leve.

Il funzionamento è il seguente: la chiave, ruotando, solleva le lastre (nella serratura presente in foto vi è una sola lastra, in quanto progettata per avere una sicurezza minima; la chiave nella foto precedente non apre questa serratura) ad una determinata altezza, grazie alla presenza di intagli ad altezze diverse sul pettine; Sollevandosi, esse si allineano al centro, creando un passaggio nel quale scorre un perno attaccato al chiavistello, detto mentonnet. Il chiavistello viene spinto in avanti o indietro grazie ad un dentino presente al centro del pettine (vedere immagine della chiave).

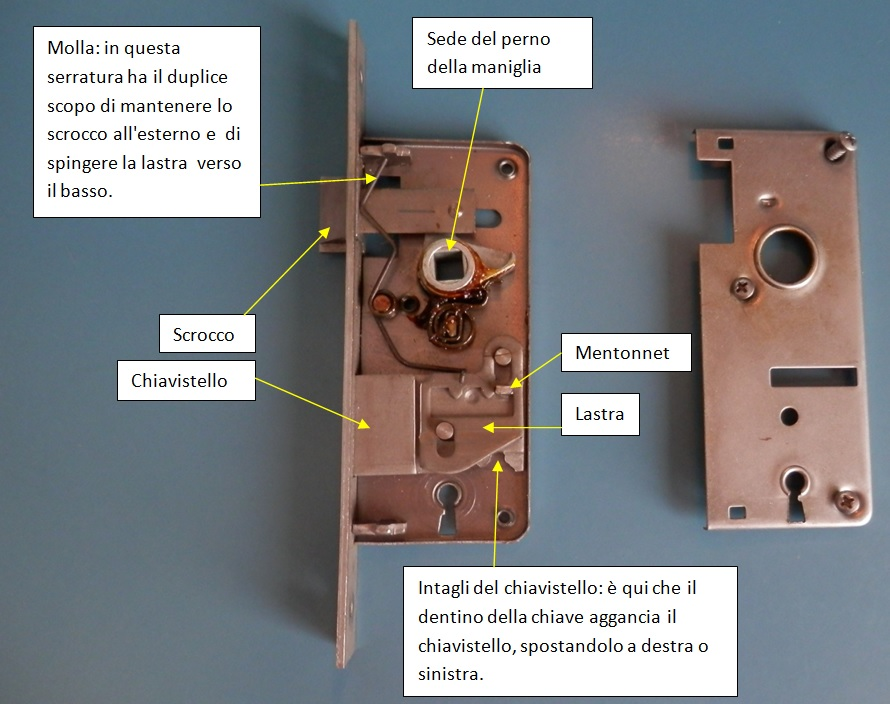
Foto di una serratura a leve.

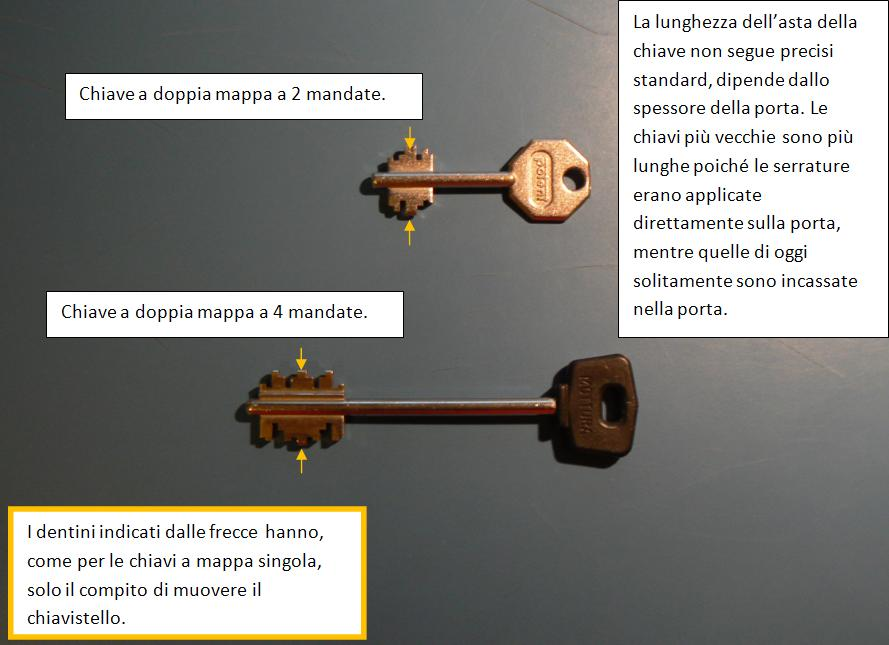
Foto di due chiavi a doppia mappa.

Le chiavi a doppia mappa derivano dalle chiavi a mappa singola per serrature a leve a doppia mappa. Si basano dunque sullo stesso principio di funzionamento, ma con la differenza di avere due mappe. Questo incrementa la sicurezza della serratura e la numerosità di chiavi diverse che si possono fabbricare. Infatti, e questo vale per tutte le chiavi, le combinazioni possibili non sono infinite, quando vengono esaurite si ricomincia da capo. A seconda del tipo di chiave si possono avere più numerosità, dalle migliaia ai milioni di chiavi diverse.
Le chiavi a doppia mappa hanno sempre un verso di inserimento nella serratura, in quanto le lastre sono cifrate per essere allineate una volta da una mappa della chiave, una volta dall'altra; questo sia che la serratura sia a due mandate che a quattro. (La mezza mandata che viene data per aprire la porta serve solamente a spostare lo scrocco (vedi foto), non il chiavistello, quindi non viene contata come terza o quinta mandata.)

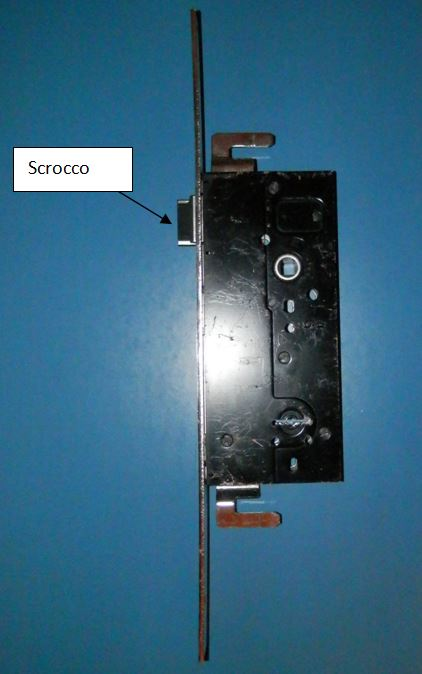
Foto di una serratura a doppia mappa

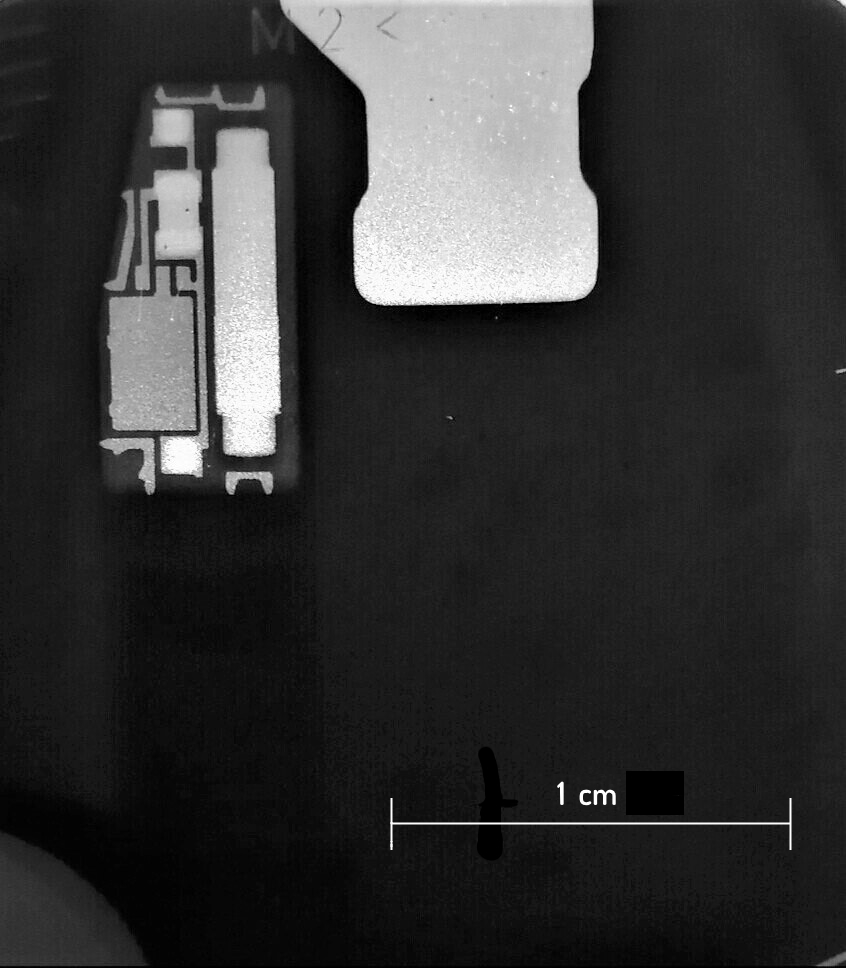
Radiografia effettuata su una chiave di una auto. Da notare in alto a sinistra il transponder.

### Chiavi per serrature a cilindro
Le chiavi per serratura a cilindro furono inventate da Linus Yale Senior, il quale, riprendendo il principio di funzionamento delle antiche serrature egizie e romane, inventò la serratura a cilindro, molto pratica e di piccole dimensioni. A quel tempo, essendo un'innovazione, era anche molto sicura contro lo scasso. Ai giorni nostri il cilindro classico è vulnerabile a tecniche di apertura tramite grimaldelli, bump keys (chiavi ad urto) e pick gun (pistola grimaldello). Tuttavia è possibile incrementarne notevolmente la sicurezza, inserendo basamenti e/o pistonicini appositamente lavorati. I migliori produttori li utilizzano già per i propri cilindri di sicurezza base.
Tali chiavi sono anche dette “a profilo universale”. Nel caso in cui la lama della chiave sia ricurva, la chiave può essere anche chiamata paracentrica. Questa accortezza rende più difficile la manipolazione del cilindro tramite grimaldelli.

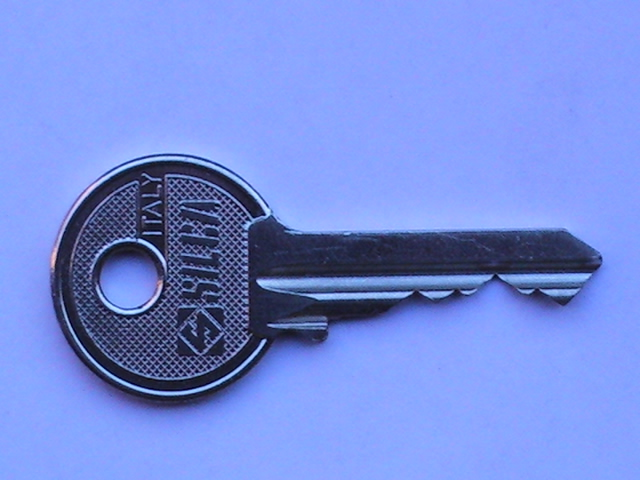
Foto di una chiave paracentrica. Si può notare l'estremità della lama ricurva.

La relativa serratura è detta “serratura a cilindro”, in quanto composta da un piccolo rotore (cilindro interno) collegato al chiavistello, e tenuto bloccato da dei basamenti che si posizionano tra il rotore e lo statore, ovvero la parte fissa. Ogni basamento è spinto verso il basso da una molla, e sotto di esso è presente un pin, o pistoncino (detto anche piolo o spina). L'inserimento della chiave corretta solleva i pin a livello del rotore, quindi contemporaneamente i basamenti sono portati a livello dello statore e il cilindro è libero di ruotare, spostando il chiavistello tramite la leva o la camma a cui è collegato.

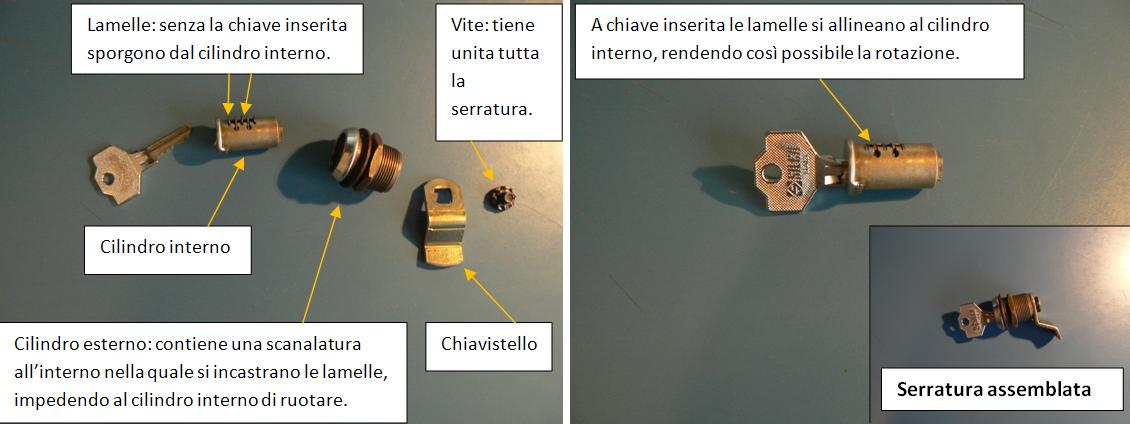
Foto di una serratura a lamelle

     Statore
     Rotore
     Basamento
     Pin
- Cilindro senza chiave
- Cilindro con chiave errata
- Cilindro con chiave corretta
- Serratura aperta

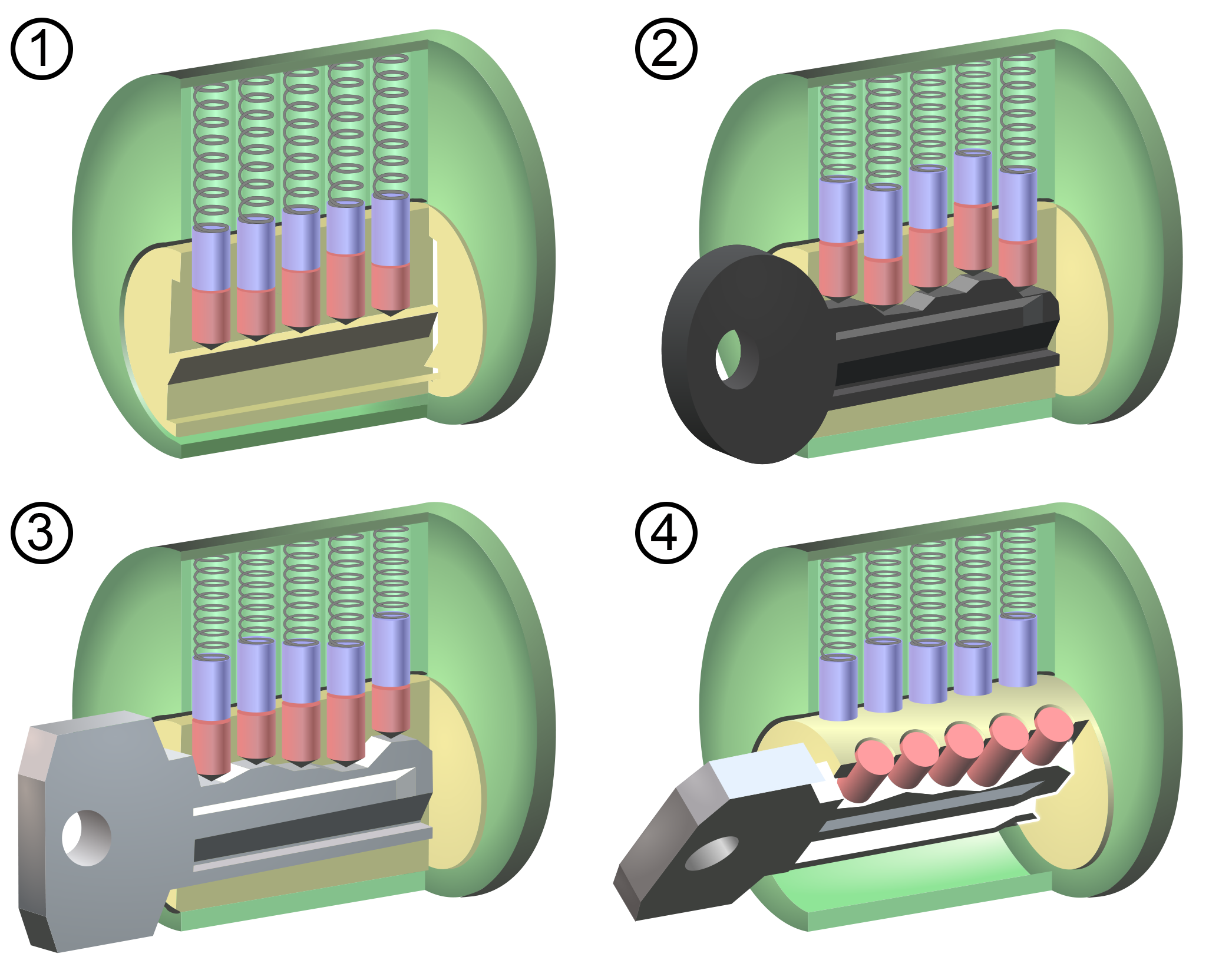
Disegno di un cilindro sezionato
Statore
Rotore
Basamento
Pin

I pin sono anche noti come pin attivi (dal momento che la chiave agisce direttamente su di essi), mentre i basamenti come pin passivi. Come già accennato, i cilindri possono avere una camma o una leva (vedere immagini in “principio generale di funzionamento chiave-serratura”). Quelli a camma sono detti cilindri sagomati e sono venduti separatamente dalla serratura; si smontano facilmente in caso di sostituzione tramite una vite. I cilindri a leva, invece, sono montati in fabbrica sulla serratura, ma sono anch'essi intercambiabili, la differenza è che per rimuoverli è necessario smontare la serratura.
Esiste una varietà di cilindri con chiave a profilo universale: sono le cosiddette “serrature a lamelle”, ovvero quelle serrature per cassette della posta, cassettiere ecc., che sono particolarmente piccole e non hanno dunque abbastanza spazio per contenere pin, basamenti e molle come un normale cilindro. Contengono invece delle piccole lamelle metalliche passanti per il cilindro, che si allineano all'interno di esso con l'inserimento della chiave corretta (vedere foto).

### A doppia faccia
Le chiavi a doppia faccia sono quelle che presentano incisioni su entrambi i lati della lama (vedere foto). Le serrature che utilizzano questo tipo di chiavi sono cilindri a lamelle, in quanto utilizzare i pin sarebbe più dispendioso in produzione e il cilindro avrebbe un maggior ingombro. Queste serrature trovano applicazione in diversi campi: possono essere utilizzati per delle cassettiere, per cancelli elettrici, per selettori a chiave in generale. Sono inoltre il tipo di serrature che veniva impiegato nella maggior parte delle automobili e moto; ora si utilizzano perlopiù quelle a doppia traccia, che verranno trattate più avanti. Gli scooter per il momento mantengono quelle a doppia faccia.

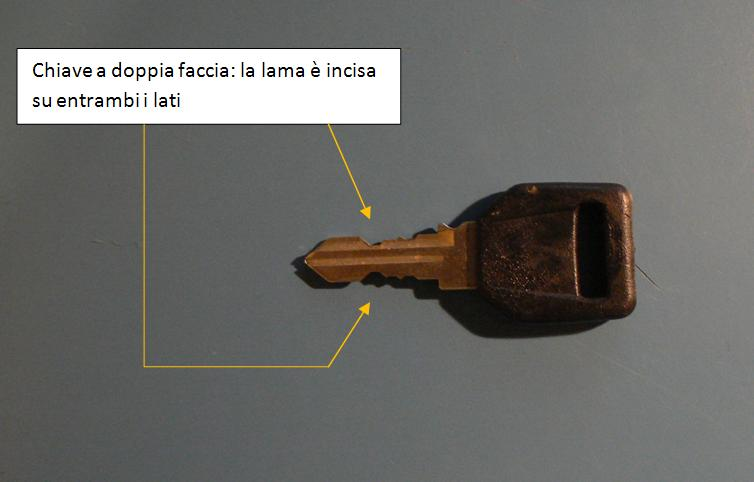
Foto di una chiave a doppia faccia.

### A punzonate (per cilindri a profilo europeo e svizzero)
Le chiavi punzonate furono brevettate nel 1922. Vengono impropriamente dette "a profilo europeo" perché si parla di cilindri a profilo europeo o cilindri a profilo svizzero; questo indica la forma del cilindro. Osservando la foto si individua il cilindro a profilo svizzero in alto, mentre in basso quello europeo.

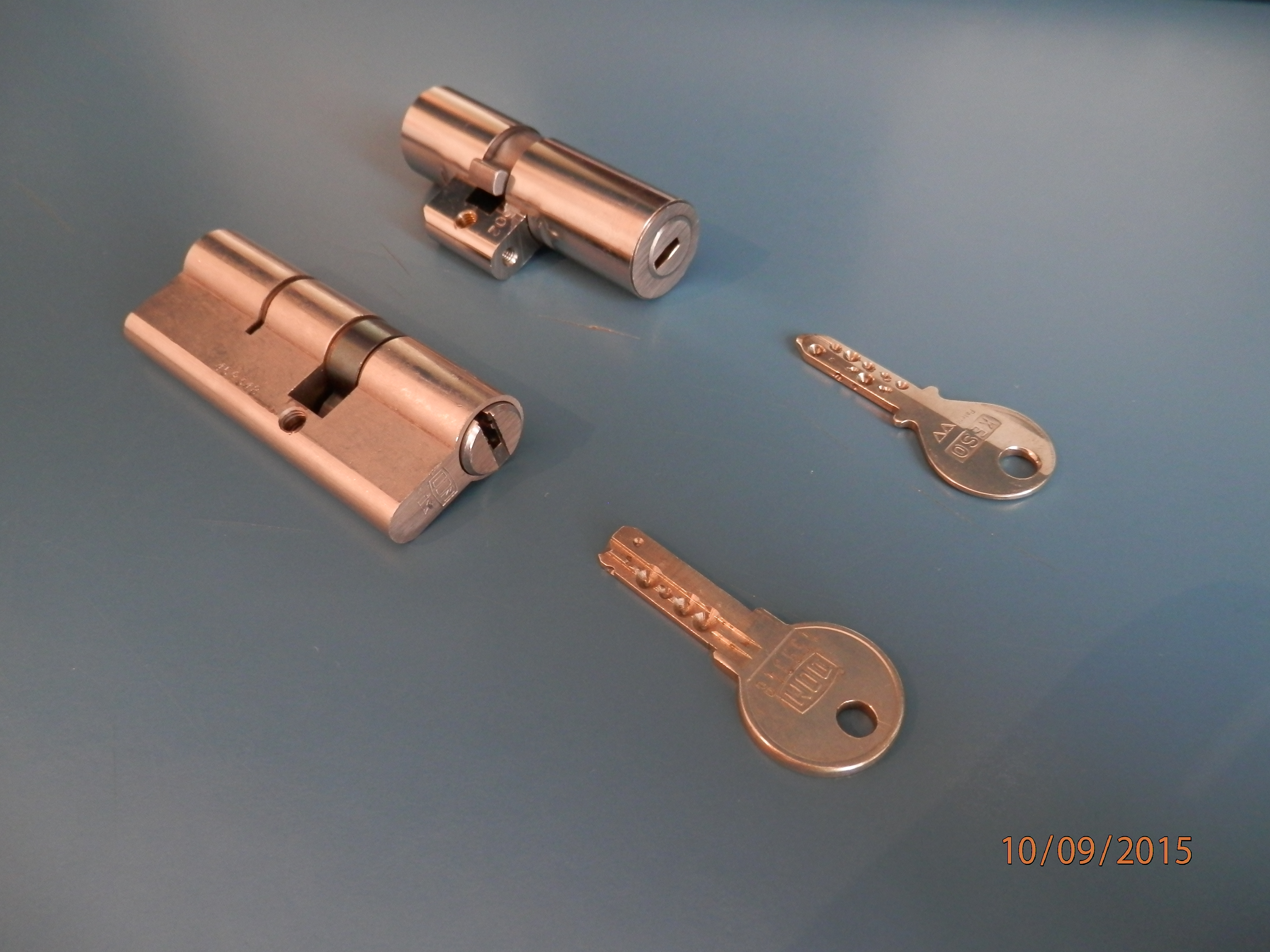
Foto di un cilindro a profilo svizzero (in alto) e a profilo europeo (in basso).

Se hanno la stessa forma, sono detti europei anche i cilindri con chiave a profilo universale; non è necessario che la chiave sia punzonata. Le differenze tra cilindro europeo e svizzero sono essenzialmente due: il diametro dello statore (17 mm per quello europeo, come anche quello universale, e 22 per lo svizzero) e il profilo della chiave. Per profilo della chiave si intende quella serie di scanalature presenti sulla lama, che fanno da guida per l'inserimento della chiave e da ostacolo per gli attrezzi di scasso; le chiavi punzonate svizzere solitamente non presentano queste scanalature, o al limite ne presentano una per ogni lato della lama, ma non per questo sono meno sicure di quelle per il profilo europeo.
Il principio di funzionamento di un cilindro con chiave punzonata è lo stesso di un cilindro classico avente chiave a profilo universale; presenta tuttavia alcune differenze che ne incrementano notevolmente la sicurezza: la chiave non viene inserita verticalmente, ma orizzontalmente, quindi i pistoncini si appoggiano dentro i fori presenti sulla lama: ci sono tolleranze più strette rispetto al cilindro universale; infatti, lo scasso tramite grimaldelli risulta più complicato. Un'altra differenza sta nel fatto che in un cilindro a profilo europeo (o svizzero) ci possono essere più serie di pin, ovvero: osservando la chiave in alto nell'immagine si vedono due serie di fori sulla parte piatta e una serie sul lato, questo perché nel cilindro ci sono tre serie di pin: è un fattore di sicurezza in più.
Un'altra aggiunta può consistere nel cosiddetto "elemento mobile", ovvero una piccola placchetta metallica, con una certa elasticità meccanica, posta verso la punta della chiave, che agisce su due pin posizionati in fondo al cilindro.
Altre modifiche alla “composizione standard” della chiave europea verranno trattate nel capitolo “Chiavi ibride”, ovvero le chiavi che integrano due differenti tipi di sicurezza.
Curiosità: 
1. Nonostante la forma e il funzionamento, la chiave per il cilindro a profilo svizzero viene inserita verticalmente.
2. La chiave punzonata può essere inserita indistintamente nei due versi, così come una chiave a doppia faccia. Questa innovazione fu introdotta per la prima volta nella storia nel 1934 da Fritz Schori, capo della produzione dell'azienda svizzera Bauer, poco dopo rinominata Kaba.

### A pompa
Le chiavi a pompa sono chiavi per serrature a pompa il cui relativo cilindro possiede i pin sul fondo, spinti in avanti in posizione di blocco tramite delle molle; quindi, la chiave li allinea quando viene spinta all'interno del cilindro. È da notare il fatto che se la chiave viene rilasciata senza ruotarla (o dopo aver dato le mandate), la forza delle molle la spingerà indietro, fuori dal cilindro. È una serratura alquanto difficile da scassinare.

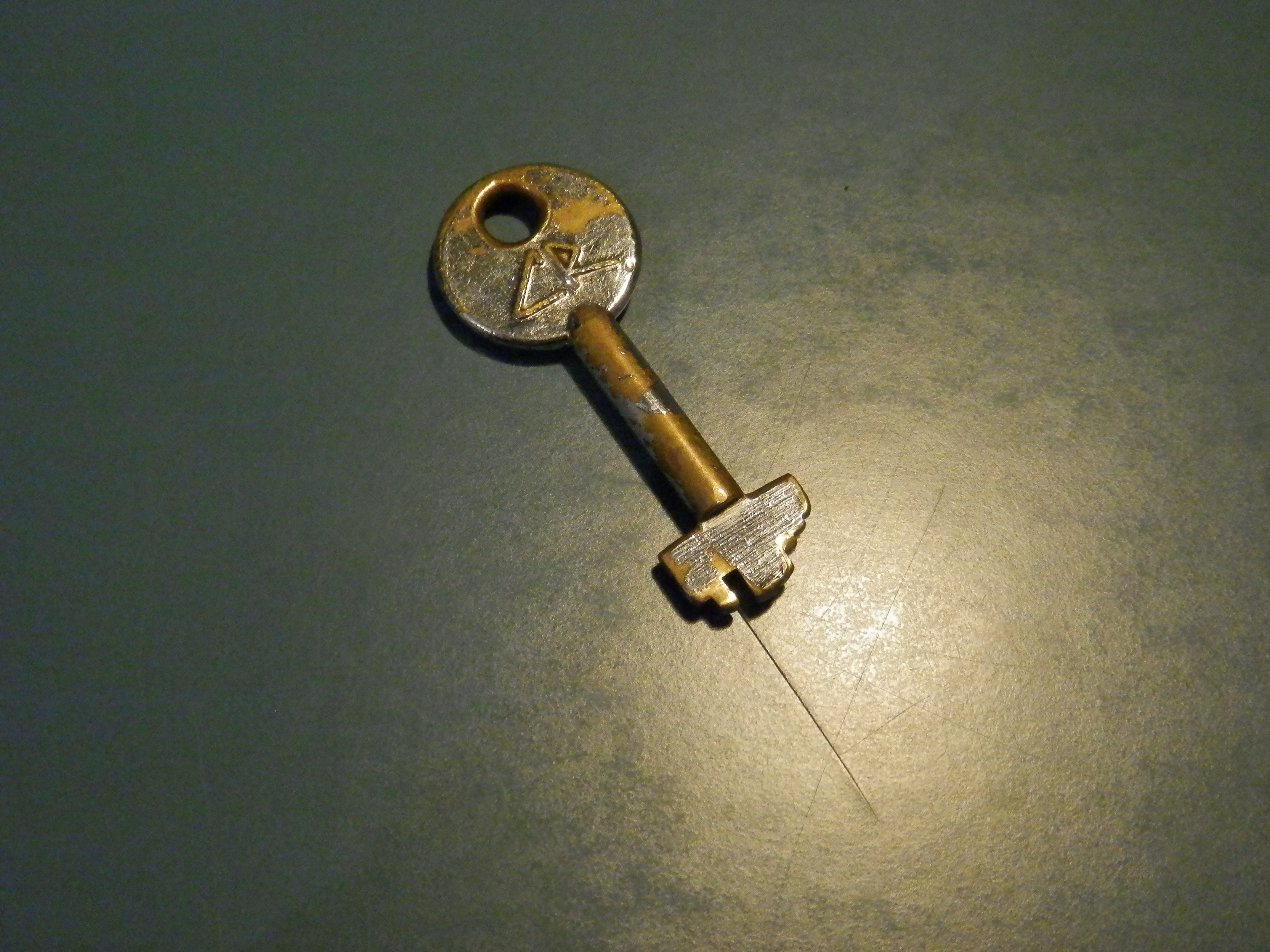
Foto di una chiave a pompa.

### Di tipo "Zeiss" (per serrature di tipo Zeiss)
Le chiavi Zeiss (dette anche “cruciformi” o “a spillo”) sono delle chiavi che per forma possono ricordare un cacciavite a croce. Hanno infatti un profilo a “x” e tre lati su quattro presentano scanalature nelle quali si posizioneranno i pin. Il lato piatto serve per capire il verso di inserimento della chiave (solitamente il quarto lato va in basso).
Sono chiavi piuttosto comode, nel senso che sono sicure, grazie alle tre serie di pin poste a 90° l'una dall'altra, ma contemporaneamente la duplicazione non rappresenta un problema, qualsiasi ferramenta ne può realizzare una copia.

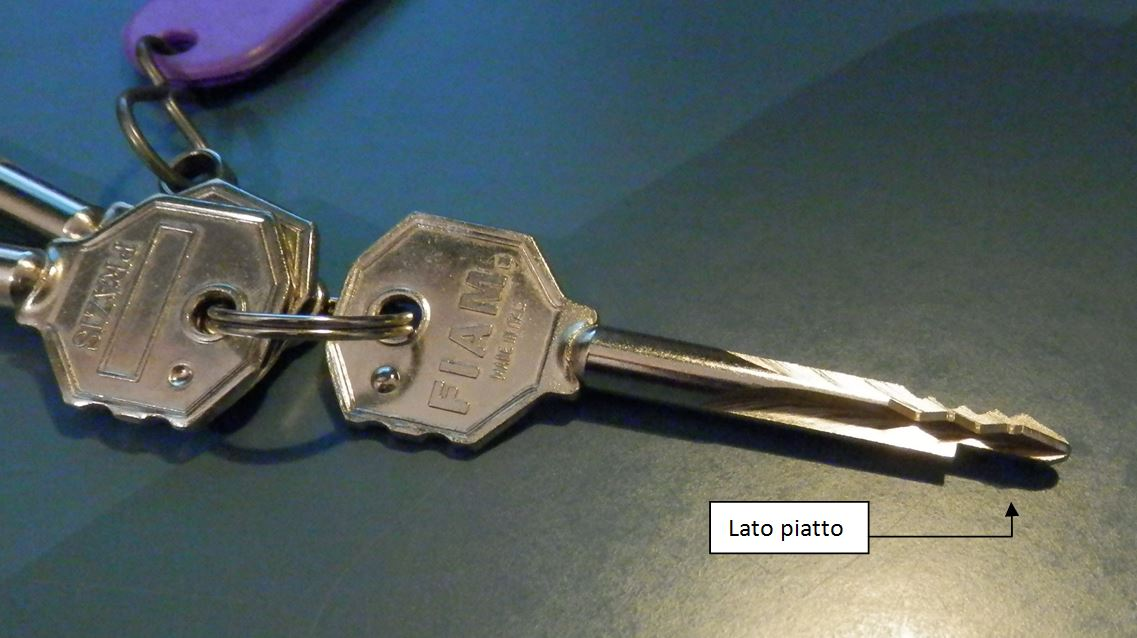
Foto di una chiave Zeiss.

### A doppia traccia
Le chiavi a doppia traccia sono quelle oggi utilizzate da quasi tutte le case automobilistiche, ma si costruiscono anche dei cilindri di sicurezza per porte blindate con chiave simile.
Queste chiavi derivano da un modello di chiavi per auto (che potremmo definire “a traccia singola”), il cui cilindro utilizza il sistema “a lamelle”, come del resto sono tutti i cilindri delle automobili.
I cilindri a doppia traccia per porte sono estremamente difficili da scassinare, a differenza di quelli delle automobili, molto più vulnerabili, dal momento che l'attenzione si è spostata sulla sicurezza elettronica, trascurando quella meccanica.

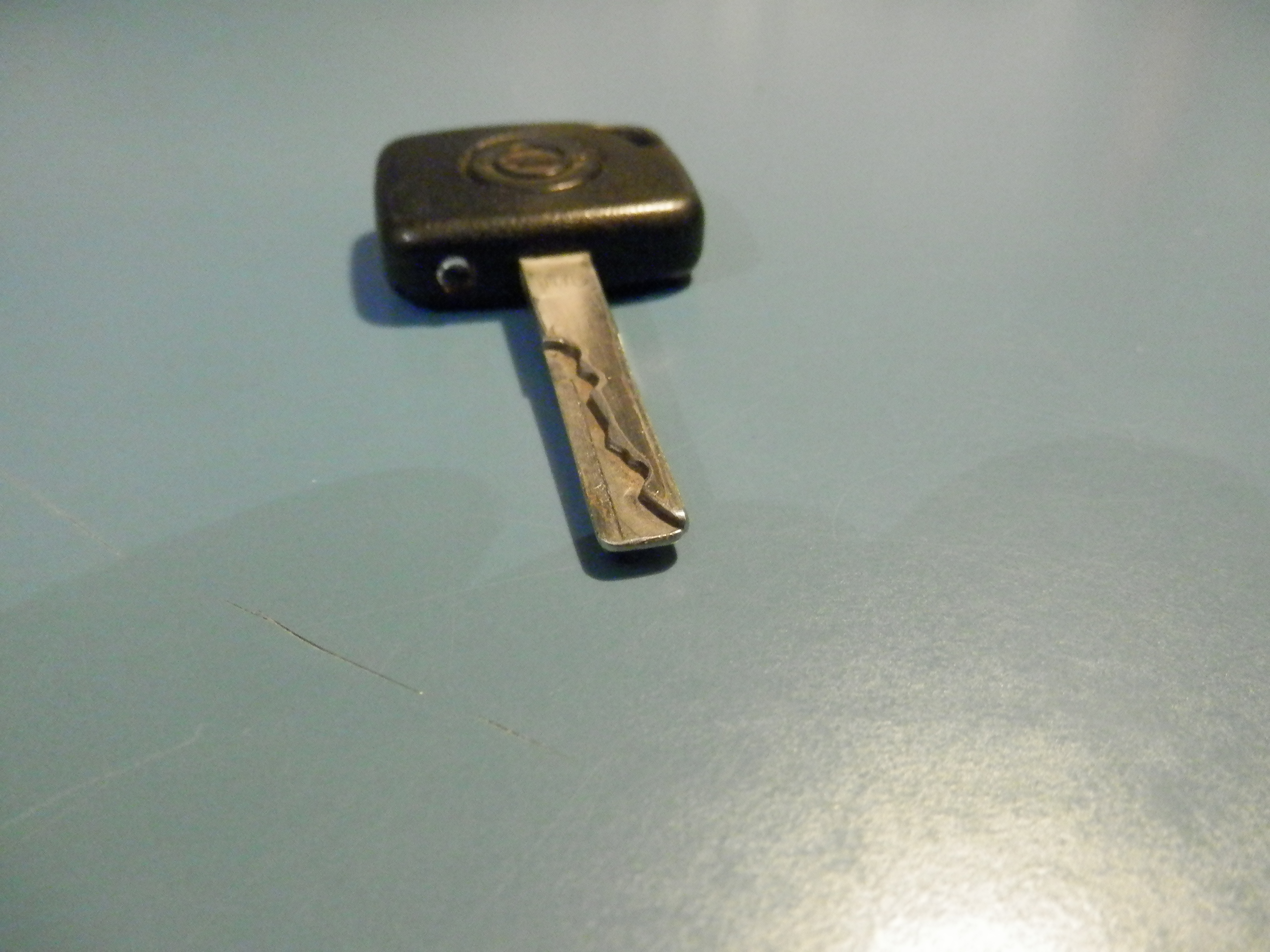
Foto di una chiave a traccia di una vecchia Opel.

### Di tipo tubolare
Le chiavi tubolari hanno, come dice il nome, una forma “a tubo”.

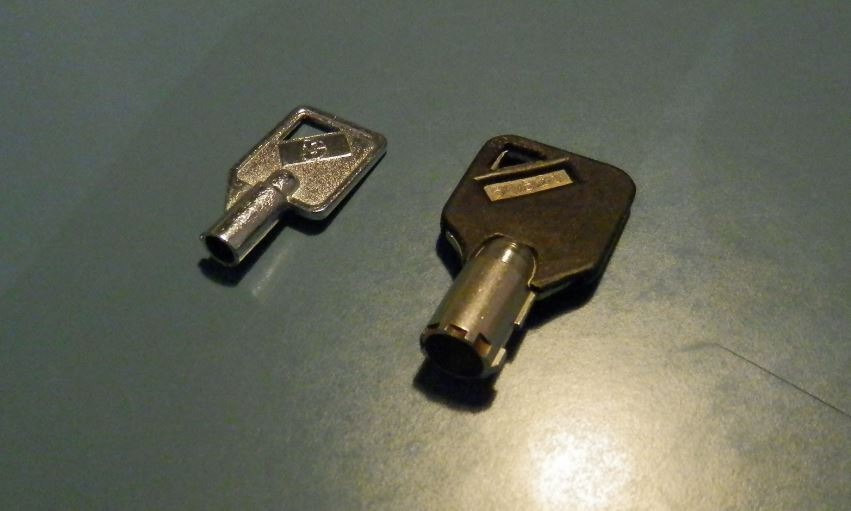
Foto di due chiavi tubolari.

Le relative serrature sono un tipo di serratura a cilindro, nel quale i pin sono disposti circolarmente lungo il perimetro del cilindro stesso.

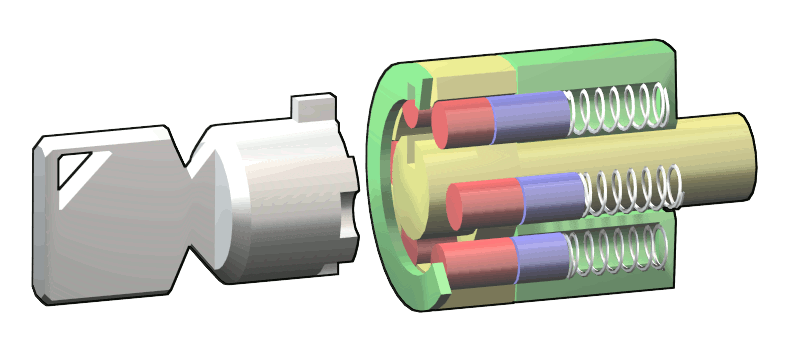
Rappresentazione di una serratura tubolare e della rispettiva chiave.

Risultano più difficili da forzare con i grimaldelli rispetto al cilindro universale.
Le principali applicazioni di queste serrature stanno nei lucchetti bloccadisco delle moto e nelle serrature degli hard disk estraibili dei computer. Queste ultime sono solitamente fatte in serie, ogni pezzo dello stesso modello ha le serrature identiche e la sicurezza richiesta non è focalizzata contro il furto, bensì contro il rischio che si tenti di sfilare l'hard disk dalla propria sede mentre è in funzione.
Sono invece differenti quelle dei bloccadisco, molto più robuste, la chiave di dimensioni maggiori e soprattutto un'elevata varietà di cifrature cilindro-chiave.
Un'altra applicazione di questi cilindri è quella dei cavi di sicurezza per computer e materiale elettronico.

### Di tipo Abloy
Le chiavi dette Abloy prendono il nome dalla società svedese Assa Abloy che le produce. Sono invece dette “simil-Abloy” le chiavi di altre marche che utilizzano lo stesso principio di funzionamento.
Le serrature Abloy sono un tipo di serrature a cilindro, che hanno una serie di dischi metallici al posto dei pin. Ogni disco presenta una cavità.
Quando la chiave corretta viene fatta ruotare, questi dischi girano di un certo angolo (a seconda della profondità delle incisioni sulla chiave); al termine della rotazione le cavità dei dischi sono allineate, e si può sbloccare il sistema di chiusura.
Sono delle serrature molto difficili da forzare, diffuse soprattutto in America, utilizzate in Italia specialmente per le grosse catene da motociclette.

### A curve con coda di rondine
Prodotte dall'azienda Austriaca EVVA, le chiavi a coda di rondine sono un brevetto esclusivo ed unico nel mondo delle chiavi.

Chiavi con un alto grado di sicurezza in quanto presentano una triplice scanalatura curvilinea non copiabile e la punta a forma di "coda di rondine" da cui appunto prende il nome. Il cilindro, anziché lavorare con le molle, sfrutta proprio le curve per posizionare i perni nella giusta posizione rendendo il cilindro sicuro sia contro la tecnica del sondaggio sia contro la tecnica del "Picking". Le 2 punte della coda di rondine inoltre attivano i 2 perni a pressione per la rotazione del cilindro. Un'ulteriore sicurezza è data dalla barra di controllo della chiave che ad ogni rotazione verifica per 3 volte l'autenticità della chiave inserita..

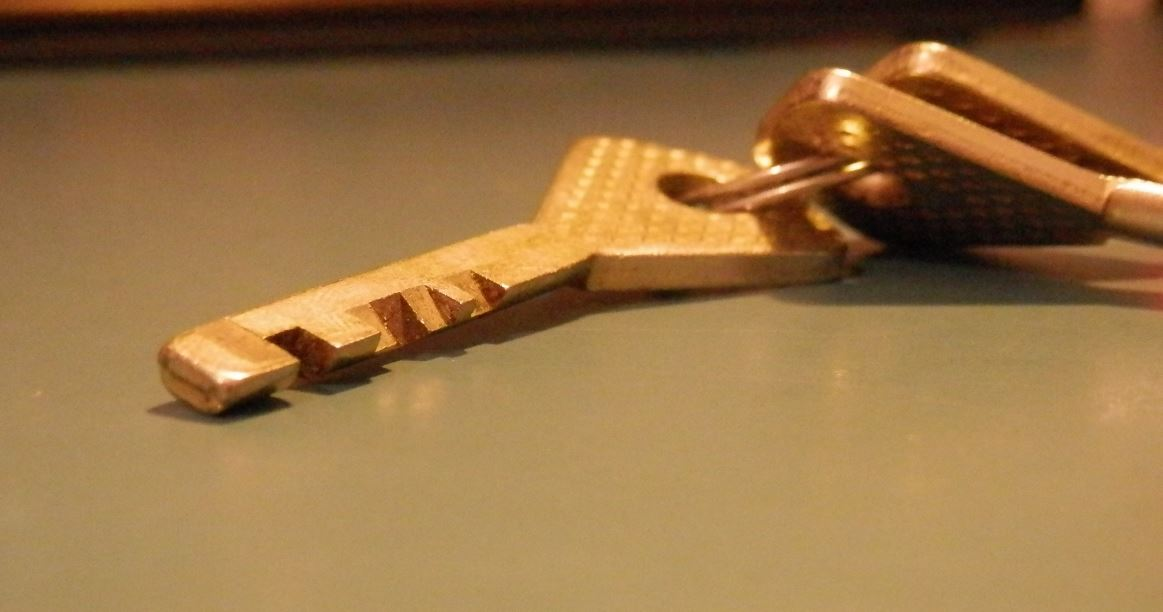
Foto di una chiave simil-Abloy.

### Passepartout e sistemi a Master Key
Comunemente, con il termine passepartout si intende una chiave a singola mappa in grado di aprire una serie di serrature, tipicamente quelle applicate alle porte interne di un'abitazione. Ciò è dovuto al fatto che la chiave in questione ha la mappa più sottile delle altre, dunque riesce ad attraversare i riscontri della serratura. Il concetto di passepartout viene inoltre utilizzato nei cosiddetti sistemi a Master Key (da non confondere con Master Lock, che è invece il nome di una marca di serrature americana), che sono sistemi di serrature di sicurezza in cui esiste un passepartout che apre tutte le serrature, con configurazioni che variano a seconda di chi è il possessore della chiave.
Lo scopo di un sistema a Master Key è principalmente quello di ottimizzare la gestione delle chiavi, nonché di ridurre le dimensioni dei mazzi di chiavi. Ad esempio, si pensi a una scuola o un'università, avente le aule per le lezioni, gli uffici dei professori, quello del preside o direttore e i laboratori. Un sistema a Master Key può garantire, con una sola chiave, l'accesso a diverse aree della scuola. Ad esempio, un professore può entrare nel suo ufficio, in tutte le aule e nel laboratorio di sua competenza; il suo assistente di laboratorio potrebbe avere l'accesso solo alle aule ed al laboratorio; il preside avrebbe una chiave che gli permette di entrare in ogni locale della scuola. Ovviamente il modello di cilindro deve essere uguale per tutte le porte.

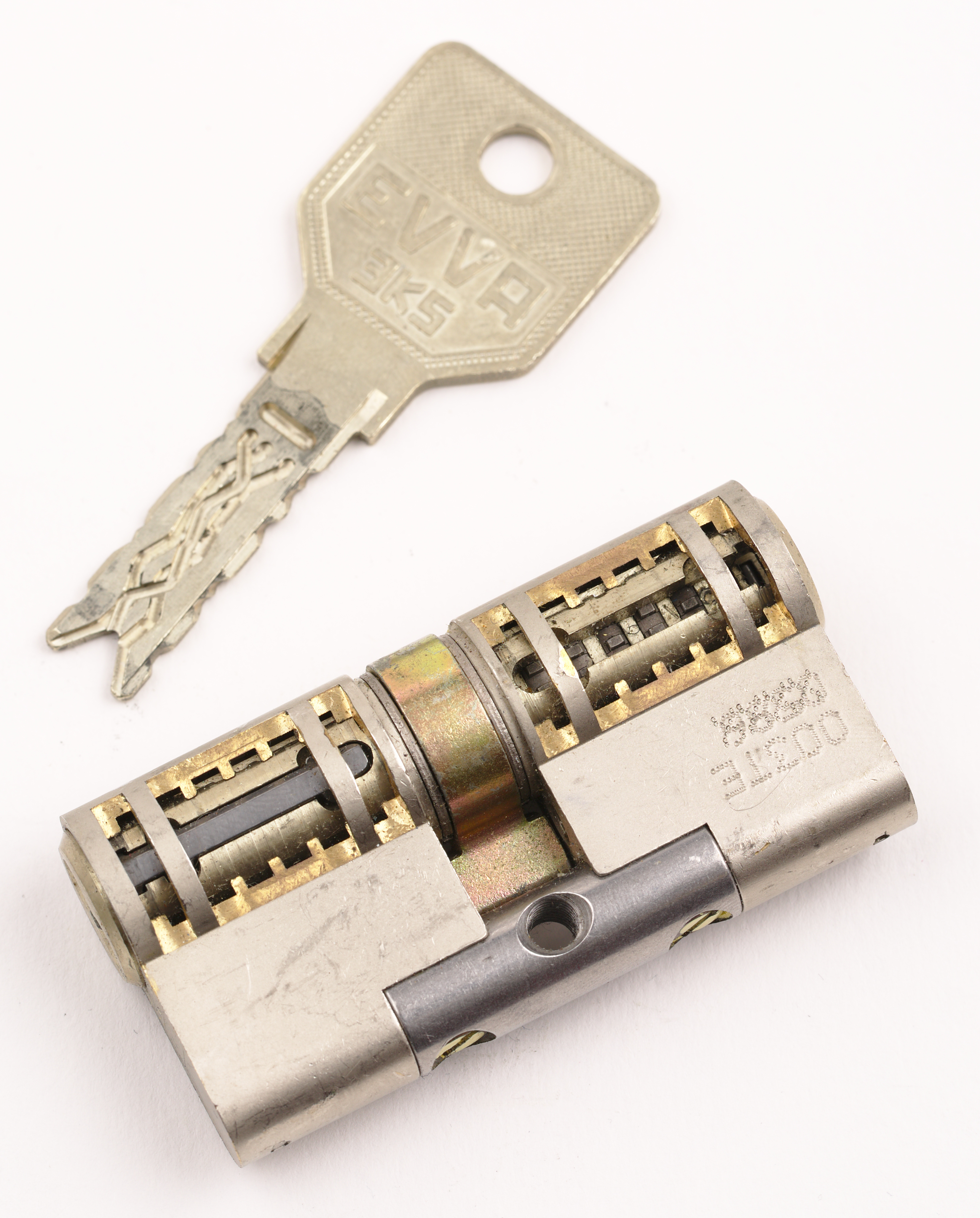
Foto di un cilindro con Chiave a coda di rondine

Questo sistema, molto poco diffuso in Italia, può essere impiegato anche nei condomini: con una sola chiave sarebbe possibile aprire tutti gli ingressi comuni e la propria porta di casa, naturalmente senza poter aprire gli altri appartamenti; il tutto utilizzando delle serrature a cilindro, magari con chiave punzonata, per garantire un adeguato livello di protezione. Anche la porta deve avere le adeguate protezioni. In questo caso è opportuno che non esista un passepartout per le porte degli appartamenti. Le chiavi cifrate per un sistema a Master Key prendono nomi diversi a seconda della funzione che devono svolgere:
- Change Key, se apre solo una specifica serratura
- Master Key, se apre più serrature
- Sub Master Key, se apre gruppi di serrature del sistema
- Top Master Key, se apre tutte le serrature del sistema

Per quanto riguarda il funzionamento, si prenda come esempio un classico cilindro. Come si vede nell'immagine, nel cilindro sono presenti due basamenti e un pin. Questo perché la chiave personale solleva il pin fino ad una certa altezza, mentre il Passepartout ad un'altezza diversa. Entrambe funzionano, la differenza è che, durante la rotazione, in un caso un basamento rimarrà nel rotore insieme al pin. La realizzazione di un sistema del genere, per molti gruppi di serrature è complesso e molto dispendioso; questo è il motivo principale per cui spesso si preferisce l'ingombro di un grande mazzo di chiavi.

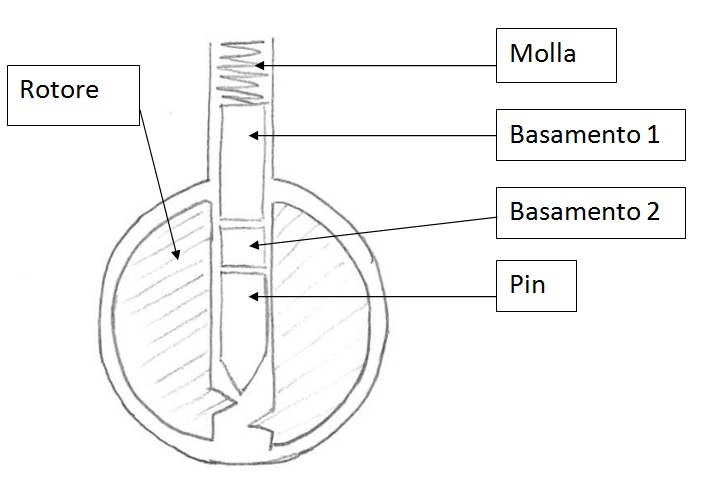
Vista frontale di un cilindro Master Key.

### Chiavi "ibride"
Esistono alcune serrature che incorporano diversi sistemi di sicurezza, qui di seguito un elenco:
- Cilindro a mappe
- Chiave sia punzonata che con la lama intagliata
- Chiave sia punzonata che con la traccia
- Chiave meccanica dotata di un trasponder elettronico (o di un RFID), usata per esempio per l'apertura delle portiere e l'avviamento delle automobili

## Chiavi elettroniche

### Concetto di chiaveprivata
Una chiave privata si può duplicare solo presentando un certificato di legittima proprietà della stessa. Rientrano in questa categoria alcuni modelli di chiave punzonata e a doppia traccia.
Tale certificato è solitamente una tessera di plastica ed è allegato alle chiavi al momento dell'acquisto. Le chiavi dovrebbero sempre essere consegnate in busta sigillata.
Sebbene questa procedura debba evitare duplicazioni non autorizzate, la loro sicurezza rappresenta ancora un problema.

### Keycard

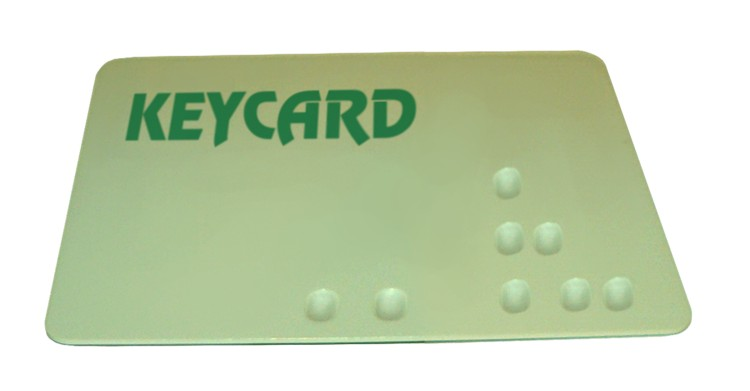
Keycard

Una keycard, benché non sia considerata in effetti una chiave, è una tessera di plastica che contiene una firma digitale usata nei controlli di accesso elettronici. Normalmente ha la forma di un pezzo di plastica piatto rettangolare e può servire anche da tessera di riconoscimento. Esistono diversi tipi comuni di keycard, che utilizzano codici a barre, bande magnetiche, schede di memoria (simili a smart card ma non in grado di crittografare), smart card (dotate di un microchip che può identificare se stesso tramite funzioni crittografiche), e tessere di prossimità dotate di RFID. La keycard viene usata in abbinamento con un lettore; strisciandola o inserendola nel caso di tessere magnetiche, o semplicemente portandola in prossimità del sensore nel caso delle tessere RFID.
La tecnologia che usa i codici a barre non è molto sicura: il codice può essere banalmente copiato con una fotocopiatrice ed essere spesso letto dal lettore ottico. Le keycard a banda magnetica stanno diventando sempre più facili da copiare, ma hanno il vantaggio di poter cambiare la chiave immagazzinata in caso quella attuale sia compromessa. I sistemi di autenticazione digitale, quali le keycard, sollevano preoccupazioni riguardanti la privacy, poiché permettono la sorveglianza computerizzata di ogni entrata.

### Chiave wireless
Le chiavi wireless si basano sul principio di prossimità, dove qualora tale chiave sia vicino al dispositivo di controllo, questa permetta l'azionamento dello stesso, come ad esempio aprire le portiere o avviare il motore, senza dover mettere mano alla chiave, ma semplicemente portandola con sé.
Alcuni studi hanno dimostrato come queste chiavi pur avendo un complesso sistema di criptaggio, sono estremamente vulnerabili rispetto a qualsiasi altro sistema.